# Léo Châtelain
Pour les articles homonymes, voir Châtelain.
Léo Châtelain, né le 11 mai 1839 à Neuchâtel et mort dans cette même ville le 18 novembre 1913, est un architecte suisse.

## Biographie
Fils de l’architecte Louis Châtelain, Léo étudie dès 1855 à l'école polytechnique de Karlsruhe, puis à Paris à l’École des Beaux-Arts dans l'atelier de Louis-Jules André. Il entreprend ensuite divers voyages suivant les conseils que lui avait donné André, son maître parisien, voyages dont témoignent de nombreux dessins : à Munich, Francfort-sur-le-Main, Magdebourg, Vienne, Prague, ainsi qu’en France (Bordeaux, Paris, Fontainebleau, Barbizon, Rouen, Chantilly, Versailles) et en Italie, (Milan, Gênes, Florence, Rome, Naples, Sorrente). En 1864, il est de retour à Neuchâtel et commence à travailler dans le bureau d’architecture paternel, atelier qu’il reprend entièrement à son compte en 1869.
Avec le mandat de restauration de la collégiale de Neuchâtel dès 1867 débute une riche carrière, portant sur des édifices de tous genres et de toutes époques. Il construit ainsi 270 maisons privées, des bâtiments officiels, des édifices locatifs, des fermes, des hôtels, des églises, des bâtiments destinés à l’industrie, aux hôpitaux, dessine des plans d’urbanisme, des parcs et jardins, des monuments. Il joue aussi un rôle important dans de nombreuses associations, tant locales que suisses, notamment comme membre (1897-1900) puis président (1899-1900) de la Commission fédérale des beaux-arts, au comité de la Société suisse des monuments historiques (1900-1902, 1904-1906), membre de la Société suisse des ingénieurs et architectes. De 1870 à sa mort, Léo Châtelain a marqué de son empreinte l’architecture de Neuchâtel, jusque-là dominée par le style Renaissance et néoclassique. Il y promeut une architecture classique à tendances historicisantes, voire pittoresques, combinant remarquablement tradition et progrès. Émule de Viollet-le-Duc, Léo Châtelain restaure de nombreux châteaux et églises et intervient également dans un plus large rayon comme expert en matière de restauration de monuments historiques (cathédrale de Lausanne, château de Chillon, abbaye d'Hauterive et de Romainmôtier).
La restauration de la collégiale de Neuchâtel (1867-1870) lance véritablement sa carrière professionnelle. Puis il restaure les églises et les temples de Bevaix, Môtiers, du Locle, Boudry, Saint-Aubin-Sauges, des Planchettes, Rochefort, Valangin, Fontaines, Grandson, Romainmôtier, de La Sarraz, Montet (comm. Cudrefin), les châteaux de Gorgier et de Fenin, l'ancienne cure de Cressier et le manoir de Valeyres-sous-Rances. Parallèlement, les constructions nouvelles s'enchaînent : planification de quartiers entiers (Beaux-Arts à Neuchâtel), édifices publics (musée des beaux-arts, ancienne gare, maternité, bains de l'Evole à Neuchâtel, clocher du temple de Fleurier), fabriques (Rod à Serrières et Pernod à Couvet), hôtels et pensionnats (annexe à l'institut de Montmirail, hôtel de Chaumont), habitations privées, individuelles (maison Jéquier à Neuchâtel) ou collectives (maison Decker, Société immobilière du Gor à Neuchâtel), et mobilier urbain. Il faut retenir l'ampleur et la diversité de son œuvre, qui s'inscrit sans provocation dans son époque et allie habilement techniques modernes et anciennes.
Léo Châtelain, membre de la Société suisse d’aquarellistes, est aussi un peintre habile ; il expose une douzaine d’œuvres à Vevey en 1912.

### Archives
Un fonds d'archives contenant plus de 16 000 plans d'architecte exécutés par Léo Châtelain et son fils Louÿs sont conservés aux Archives de l'État de Neuchâtel. Ce fonds d’une grande richesse permet une meilleure connaissance du patrimoine architectural neuchâtelois du XIXe au début du XXe siècle. Une notice descriptive de ce fonds est consultable sur le portail des archives neuchâteloises.